# Schizocythere okhotskensis
Schizocythere okhotskensis is een mosselkreeftjessoort uit de familie van de Cytheridae. De wetenschappelijke naam van de soort is voor het eerst geldig gepubliceerd in 1970 door Hanai.